# Berättelsen om Narnia: Prins Caspian
Berättelsen om Narnia: Prins Caspian (engelska: The Chronicles of Narnia: Prince Caspian) är en brittisk-amerikansk långfilm som är baserad på romanen Caspian, prins av Narnia av C.S. Lewis. Filmen är regisserad av Andrew Adamson och skriven av Andrew Adamson, Christopher Markus och Stephen McFeely. Filmen är uppföljaren till Berättelsen om Narnia: Häxan och Lejonet från 2005 och hade urpremiär på Festival Internacional de Cine Acapulco i Mexiko 9 maj 2008 och hade premiär 2 juli 2008 i Finland och Sverige.

## Synopsis
Ett år efter de otroliga äventyren i Berättelsen om Narnia: Häxan och Lejonet återvänder barnen till det avlägsna kungariket, men upptäcker att 1300 år har förflutit i Narniatid. I deras frånvaro har Narnias gyllene år försvunnit. Landet har erövrats av soldater från grannlandet Telmar, och behärskas nu av den grymme envåldshärskaren Miraz (Sergio Castellitto) som styr landet med järnhand. De fyra barnen möter snart en ny intressant karaktär, Narnias rättmätige arvinge till tronen, den unge Prins Caspian (Ben Barnes) som har blivit tvingad till att gömma sig för sin farbror Miraz vars planer är att döda honom och tillsätta sin egen nyfödda son på tronen. Med hjälp av den vänlige röddvärgen Trumpkin, en modig mus vid namn Ripipip (Eddie Izzard), grävlingen Tryffelsnok (Ken Stott) och svartdvärgen Nikabrik (Warwick Davis) samt resten av Narniafolket som leds av kungarna Peter (William Moseley) och Caspian, ger de sig iväg på en resa för att försöka hitta Aslan (Liam Neeson) och rädda Narnia från Miraz skräckvälde och återställa magin och prakten i Narnia.

## Rollista
| Figur                  | Skådespelare             | Svensk röst        |
| ---------------------- | ------------------------ | ------------------ |
| Peter Pevensie         | William Moseley          | Lucas Krüger       |
| Susan Pevensie         | Anna Popplewell          | Annika Barklund    |
| Edmund Pevensie        | Skandar Keynes           | Hugo Paulsson      |
| Lucy Pevensie          | Georgie Henley           | Amelie Eiding      |
| Prins Caspian          | Ben Barnes               | Jesper Salén       |
| Kung Miraz             | Sergio Castellitto       | Jan Åström         |
| Aslan                  | Liam Neeson              | Felix Engström     |
| Trumpkin               | Peter Dinklage           | Göran Berlander    |
| General Glozelle       | Pierfrancesco Favino     | Bengt Järnblad     |
| Greve Snook            | Damián Alcázar           | Claes Ljungmark    |
| Nikabrik               | Warwick Davis            | Jonas Malmsjö      |
| Professor Cornelius    | Vincent Grass            | Per Myrberg        |
| Ripipip                | Eddie Izzard             | Fredde Granberg    |
| Tryffelsnok            | Ken Stott                | Tomas Bolme        |
| Drottning Prunaprismia | Alicia Borrachero        | Maria Antoniou     |
| Vita häxan             | Tilda Swinton            | Marie Richardson   |
| Kentauren Stormvind    | Cornel John              | Lars Göran Persson |
| Greve Scythley         | Simón Andreu             |                    |
| Greve Donnon           | Predrag Bjelac           |                    |
| Greve Gergiore         | David Bowles             |                    |
| Greve Montoya          | Juan Diego Montoya Garci |                    |
| Björnen Bulgy          | David Walliams           |                    |
| Narniansk häxa         | Klara Issova             |                    |
| Jätten Wimbleweather   | Jan Pavel Filipensky     |                    |
| Minotauren Asterius    | Shane Rangi              |                    |
| Ekorren Pattertwig     | Harry Gregson-Williams   | Dick Eriksson      |
| Telmarin               | Douglas Gresham          |                    |

## Mottagande
Filmen fick blandat positiva och negativa recensioner. På webbsidan Rotten Tomatoes gav 65% av kritikerna filmen ett positivt omdöme. Hos Metacritic har filmen 63 av 100.

## Publiktillströmning
Under sin premiärhelg drog filmen in $55 miljoner i 3929 biosalonger i USA och Kanada, och rankades etta på listan för publikantal. När filmen hade premiär i Mexiko, Ryssland och Sydkorea var filmen också nummer ett, och hade $22,1 miljoner i intäkter. Totalt har filmen tjänat $77 miljoner runt hela världen.

## Filmmusik
- Regina Spektor: The Call
- Oren Lavie: A Dance 'Round the Memory Tree
- Jonathan Foreman, Andy Dodd och Adam Watts: This is Home